# Espaço cotangente
Em geometria diferencial, pode-se anexar a cada ponto x de uma variedade "suave" (ou diferenciável) de um espaço vetorial chamado espaço cotangente em x. Tipicamente, o espaço cotangente é definido como o espaço dual do espaço tangente em x, embora haja definições mais diretas. Os elementos do espaço cotangente são chamados vetores cotangentes ou covetores tangentes.